# Bouloupari
Bouloupari – miasto na Nowej Kaledonii (terytorium zależne Francji). Według danych szacunkowych na rok 2008 liczy 2 335 mieszkańców.